# 虐待
虐待（ぎゃくたい、英:abuse, maltreatment）は、繰り返しあるいは習慣的に、暴力をふるったり、冷酷・冷淡な接し方をすることである。
具体的な内容は様々で、肉体的暴力をふるう、言葉による暴力をふるう（暴言・侮辱など）、いやがらせをする、無視をする、等の行為を繰り返し行うことをいう。

## 概要
児童虐待や性的虐待など、虐待は、その対象も行為主も様々である。例えば家庭では、夫が妻を虐待する、父親が子を虐待する、妻が夫を虐待する、母親が子を虐待する、夫婦で子を虐待する、成人している子が高齢者となった親を虐待する、などということが起きている。職場では、雇用主（経営者）が従業員を、また先輩格の従業員が後輩格の従業員を虐待することがある。刑務所では、看守が囚人を虐待することがある。警察官が被疑者に対して、「取り調べ」と称して虐待を行うこともある。また戦時には、（たとえ戦争捕虜であっても虐待してはならないことが国際法で定められているにもかかわらず）捕虜を虐待するなどということもしばしば起きている。また、近年ではアメリカ合衆国が、非戦闘員の多くのイスラム教徒をあえて意図的にアメリカ国境外のアブグレイブ収容所に収容することで国内法の適用を免れ、かなり組織的に虐待を行っていたこと（アブグレイブ刑務所における捕虜虐待）も明らかになっている。
行為者は、虐待しているという自覚がある場合もあるが、自覚が無いことも多い。例えば、虐待を行っている親には自覚が無いことも多く、勝手に、「躾(しつけ)をしている」と思っていること（勘違いしていること）もしばしばである。
虐待を受けているかもしれないと感じた子ども、虐待をしてしまっているかもしれないと感じた親、虐待の可能性のある言動を見聞きした人々は、児童相談所（児童相談所虐待対応ダイヤル：189, いちはやく）に、ただちに連絡する必要がある。児童相談所では、子どもと親への相談援助活動・子どもの一時保護などを行っている。

## 虐待行為の分類
身体的虐待対象に身体的暴力を加える
心理的虐待 （精神的苦痛）対象に心理的暴力を加える（精神的苦痛を与える）
性的虐待対象にセクハラをしたり、性的暴力を加える
経済的虐待（金銭的虐待）対象に金銭を使わせない、無心する・奨学金を勝手に使う（成長した子供・高齢者に多い）
ネグレクト（養育放棄・無視）対象に必要な養育を提供しない、小学生ぐらいになるとお金だけ渡すこともある
教育虐待
子供の意思に反して塾や習い事漬けにする。子供の人生に割り込み、進路を勝手に決める。反発・結果を出せないと虐待する
※なお、他の虐待においても、躾と称して加えるケースも多い。

## 虐待対策の仕事
- スクールロイヤー - 学校に配属され、いじめ・虐待・親子や教師の問題に対応する弁護士
- 精神科医
- 臨床心理士
- スクールカウンセラー
- スクールソーシャルワーカー
- 養護教諭
- 児童相談所（児童福祉司、相談員）
- 保護施設（子どもシェルター、DVシェルター）

## 虐待の対象による分類
- 児童虐待・児童性的虐待・兄弟姉妹間の虐待
- 配偶者虐待（ドメスティックバイオレンス 〈DV〉）
- 高齢者虐待（老人虐待）
- 障害者虐待
- 囚人虐待 - 名古屋刑務所事件や徳島刑務所の医務官による暴行など
- 動物虐待
- 捕虜虐待 - 戦時下、戦後において、捕虜が虐待されることは往々にある。
- 民族虐待・人種虐待
- 儀礼虐待
- 霊的虐待
- 人形虐待

## 虐待の予防
予防は一次予防、二次予防、三次予防の三段階に分けられる。
一次予防は、虐待が起こる前にその発生を防ぐことであり、すべての人々や環境等を対象にした予防的な活動、コミュニティやサービス提供者への教育、連携やネットワークの構築などの環境づくりの活動等が含まれる。二次予防には、ハイリスクの人々や環境、すでに虐待をしている・被害を受けている人々等を対象に、早期発見・早期介入により虐待を防止するための活動・サービス・プログラム等が含まれる。三次予防には、被害者の保護、心理社会的ケアおよび医療ケア、再発防止プログラム等が含まれる。
今後、関係機関の位置づけを明確にし、公衆衛生的アプローチである 一次予防、二次予防、三次予防の役割をどの機関の誰が担っており、どのような統合を進めるかを明確にし、包括ケアシステムの構築をすることが必要である。
一例として児童虐待に着目すると、予防に向けて例えば次のような問題提起・政策提言が行われている。
- 死亡事例の場合、0歳児が多く、中でも0日・0か月児が多い。そしてその大部分は、自宅出産で児童相談所や市町村も関与できておらず、母子健康手帳の発行がなされておらず妊婦検診も未受診である。子どもの存在だけでなく妊婦の存在も関係機関は把握できておらず、機能的な対策が求められる[4]。
- 日本においても諸外国と同じように、児童虐待を防止・予防するための科学的根拠に基づいた、学校等で実施可能な児童虐待予防教育プログラムを開発する必要がある。そして、小学生から高校生にかけて家庭科の授業等で継続的に児童虐待予防教育が実施されることが求められる[5]。
- 児童虐待防止に向けて警察との連携強化が求められることから、警察を法律上明確に虐待対応機関として位置づけ、通告を受けた後の安全確認、一時保護にかかる権限を付与することが必要である[6]。

## 被虐待者への心理的ケア
まず、加害・被害関係の中に置かれたままの状況下では治療は成立しがたいことを肝に銘じ、被虐待者を安全が保証される場所・関係へと移したうえで、虐待の専門機関と連携を取り続けることが大切である。その際、虐待をされる側は何も悪くなく今後丁寧に支援・ケアをしていくということを心を込めて伝え、被虐待者をサポートする。
虐待をされたことが原因で、PTSDやトラウマの症状が出る場合が多い。
また虐待は、気分障害、不安障害、様々なレベルでの解離など、様々な症状をも引き起こす。虐待を長期間受けると、虐待を受けた人の脳が萎縮し取り返しのつかないことが起きる。具体的には、東京福祉専門学校講師石坂わたるによると、落ち着きのなさ、多動、衝動が抑えられないなど、発達障碍児と極めて似た症状や問題行動に苦しむ子どももいる。治療については、「うつ病#治療」・「不安障害#治療」・「解離性障害#治療」を参照。
さらに、虐待をされるという体験は、強い恐怖や不安、怒りや抑うつ、無力感やあきらめ、孤立無援感などの否定的な感情をもたらすほか、自責感や罪悪感、自尊感情や自己評価の低下、安心感や信頼感の喪失など、否定的な認知を強める。また、対人関係、学習能力、日常生活における問題解決能力、感情調整や行動制御能力などにことごとく影響を及ぼし、心身の健全な発達を阻害する。これらへの心理的ケアについては、「心理療法の一覧」を参照。
心理的ケアとともに、生理的欲求が満たされ、安心・安全が確保され、自分が大切にされていると実感でき、自尊感情をはぐくむことのできる環境も必要である。そのため、被虐待者の困り感や困難な状況に対する直接的な働きかけと、環境改善に向けた間接的な働きかけが重要となる。その中で援助者は、深い信頼関係を構築し被虐待者の言葉や気持ちに寄り添い、被虐待体験の整理や自尊感情の形成などを支援するとともに、虐待者以外の大人と支持的な関係を持てるよう援助する。

## 代表的な虐待事件
児童虐待については、児童虐待事件の一覧を参照。
- メアリ・エレン・ウィルソン事件（1874年発覚）
  - 児童虐待防止法やニューヨーク児童虐待防止協会（Gerry Society）が創立、児童を虐待から救う活動が広がるきっかけとなった。
- ローマ・カトリック教会の聖職者らによる性的虐待事件（2002年発覚）
- 北九州監禁殺人事件（2002年発覚）
- 福岡猫虐待事件（2002年）
  - 匿名掲示板2ちゃんねるにおける動物虐待写真掲載事件。
- イラク戦争においてアブグレイブ刑務所における捕虜虐待（2004年発覚）
- 大相撲の時津風部屋力士暴行死事件（2007年発覚）
  - ビール瓶や金属バットを用いた虐待（集団リンチ）が行われ、被害少年が死に至らしめられた。
- 尼崎事件（2011年発覚）